# Antoine-Henri Jomini
Baron Antoine-Henri Jomini (6. března 1779, Payerne, Vaud, Švýcarsko – 24. března 1869 v Passy u Paříže, Druhé Francouzské císařství) byl zakladatel moderní vojenské logistiky, tvůrce vojenských doktrín velmocí od 19. století do dnešní doby. Spolu s Carlem von Clausewitz a Liddellem Hartem nejvýznamnější vojenský teoretik.

## Život
Jako mladík vstoupil Jomini do královské švýcarské gardy v Paříži a po jejím zrušení během Francouzské revoluce se věnoval obchodu a pracoval jako bankovní úředník. Ve volném čase se věnoval svému koníčku: studiu vojenské taktiky a strategie. Ve Švýcarsku se Jomini stal koncem roku 1798 sekretářem ministra obrany a až do roku 1801 organizoval švýcarskou miliční službu a byl povýšen na majora.
V roce 1803 si jej všiml a začal obdivovat generál (pozdější maršál) Ney, dlící ve Švýcarsku jako vyslanec a na jeho radu a s jeho pomocí Jomini roku 1804 vstoupil do francouzských služeb a seznámil se s Napoleonem Bonapartem. Díky svým hlubokým znalostem vojenské historie byl Jomini schopen předvídat průběh armádních operací a stoupal v žebříčku hodností až na brigádního generála. Roku 1812 se účastnil ruského tažení, které pokládal od začátku za chybu a po prvních zkušenostech s ruskou strategií i za nemožné dosáhnout vítězství. Jako guvernér Vilna a poté Smolenska organizoval, spolu s Berthierem (vzájemně se neměli rádi), logistickou službu armádní na moderních principech, komplexní a dobře koordinovanou. Logistiku řídil až přes úspěšný přechod Bereziny.
Cítil se však po roce 1812 nedoceněn a tak roku 1813 nabídl své služby caru Alexandrovi I. a byl, jako nejlepší znalec strategie a taktiky Napoleonovy s radostí přijat do ruských služeb. Byl autorem doporučení, přijatého Spojenci jako zásada: „neútočit na Napoleona, útočit na jeho maršály“. Zasadil se o založení válečné akademie v Petrohradu. Roku 1815 se upřímně, ale neúspěšně snažil zachránit život svému příteli maršálu Neyovi. Později byl poradcem cara Mikuláše I. ve válce proti Turkům.
Jomini od roku 1855 opět žil ve Francii, kde i zemřel. Je pohřben na hřbitově Montmartre v Paříži.

## Dílo
Jomini uveřejnil více než 30 odborných vojenských prací.
- Précis de l’art de la guerre („Náčrt vojenského umění“, Brusel 1838; angl. The Art of War, N.Y. 1854 a reprinty – poslední 1992) – jeho hlavní dílo sloužilo původně pro vzdělávání ruského prince Alexandra II., ale později se stalo základní učebnicí strategie a taktiky na válečných akademiích předních států